# خوان بابلو اسبينوزا
خوان بابلو اسبينوزا (بالإسبانية: Juan Pablo Espinosa)‏ هو ممثل الكولومبي، الذي ولد في بوغوتا في 28 أكتوبر 1980.
وخلال اقامته في الولايات المتحدة، وشارك في العديد من المسرحيات مثل «شكسبير» و «ماكبث»، وكان هذا الأخير في براتيكا النهائي يدرس التمثيل في نيويورك. وجاء في وقت لاحق إلى لوس انجليس لاقتحام مجال الموسيقى، وتطوير مهاراتهم في الغناء، في موازاة ذلك قدمت أشرطة الفيديو والموسيقى لاتيني TV، وخدم كمساعد لإنتاج الصب.
عاد إلى كولومبيا بحلول عام 2004، لتطبيق تجربته يتصرف في مسرحيات ومشاريع التلفزيون. واستغرق الأمر عاما لأول مرة الشاشة الصغيرة في أواخر عام 2005 وانضم المدلى بها الرئيسي للسلسلة من كاراكول قناة «ستيريو صوتك» (2005-2006)، جنبا إلى جنب مع اريستيزابال كاتالينا. لمدة موسمين، ولعب أليخو، حيث بالإضافة إلى وضع الموسيقى على محطة إذاعية، تلقت واستمع إلى المشاكل اليومية للمستمعيه.
أشهر في وقت لاحق، وقع مع RCN لأداء دورين: نيكولاس علم النفس في رواية «Merlina، المرأة الإلهي» (2006)، بجانب فالنتينا أكوستا وCandamil رودريغو، وغونزالو لاعب التنس في النسخة الكولومبية " Floricienta "(2006)، وبطولة مونيكا الموهوبين أوريبي. في عام 2007 حصل على واستراحة لمواصلة دراسة التمثيل وأداء الاختبارات عدة، علامة واحدة النهائي في حياته المهنية.
نحو نهاية عام 2007 حقق لأول مرة دور البطولة في مسلسل «زواج سعيد آخر» (2008)، جنبا إلى جنب مع شخصيات مشهورة مثل بوريرو أليخاندرا، دومينغيز فاليري، ومارلون مورينو كامبوزانو كريستينا. هناك لعب كارلوس، وهو رجل أعمال ناجح، الذي تزوج بولينا (كامبوزانو) من نسب متساوية، ولكن من خلال الأنا المفرطة وفخر هذه المرأة، ويجري متفوقة على كارلوس، ويدمر زواجه بها.
أعطى هذا الدور له الاعتراف في بلادهم. في الوقت الذي تواصل مع صدور رواية للRCN خوان بابلو، وشارك في مسرحية «أقرب» (2008)، ولعب دور سيباستيان. بحلول نهاية عام 2009، والمشاركة في قناة سوني المسرحية الهزلية «السادة أفضل الإجمالي» (2010 -)، وتقاسم مع دومينغيز مرة أخرى مشاهد فاليري، خوان بابلو جيدا رابا وآنا ماريا تروخيو. هناك Santodomingo إدواردو يلعب.
شارك في الموسم الأول من النسخة الكولومبية «غريز أناتومي» يسمى «القلب المفتوح»

## روابط خارجية
- خوان بابلو اسبينوزا على موقع IMDb (الإنجليزية)
- خوان بابلو اسبينوزا على موقع قاعدة بيانات الفيلم (الإنجليزية)